# پاسکال لینو
پاسکال لینو (فرانسوی: Pascal Lino‎؛ زادهٔ ۱۳ اوت ۱۹۶۶) دوچرخه‌سوار اهل فرانسه است.